# Elise L’Esperance

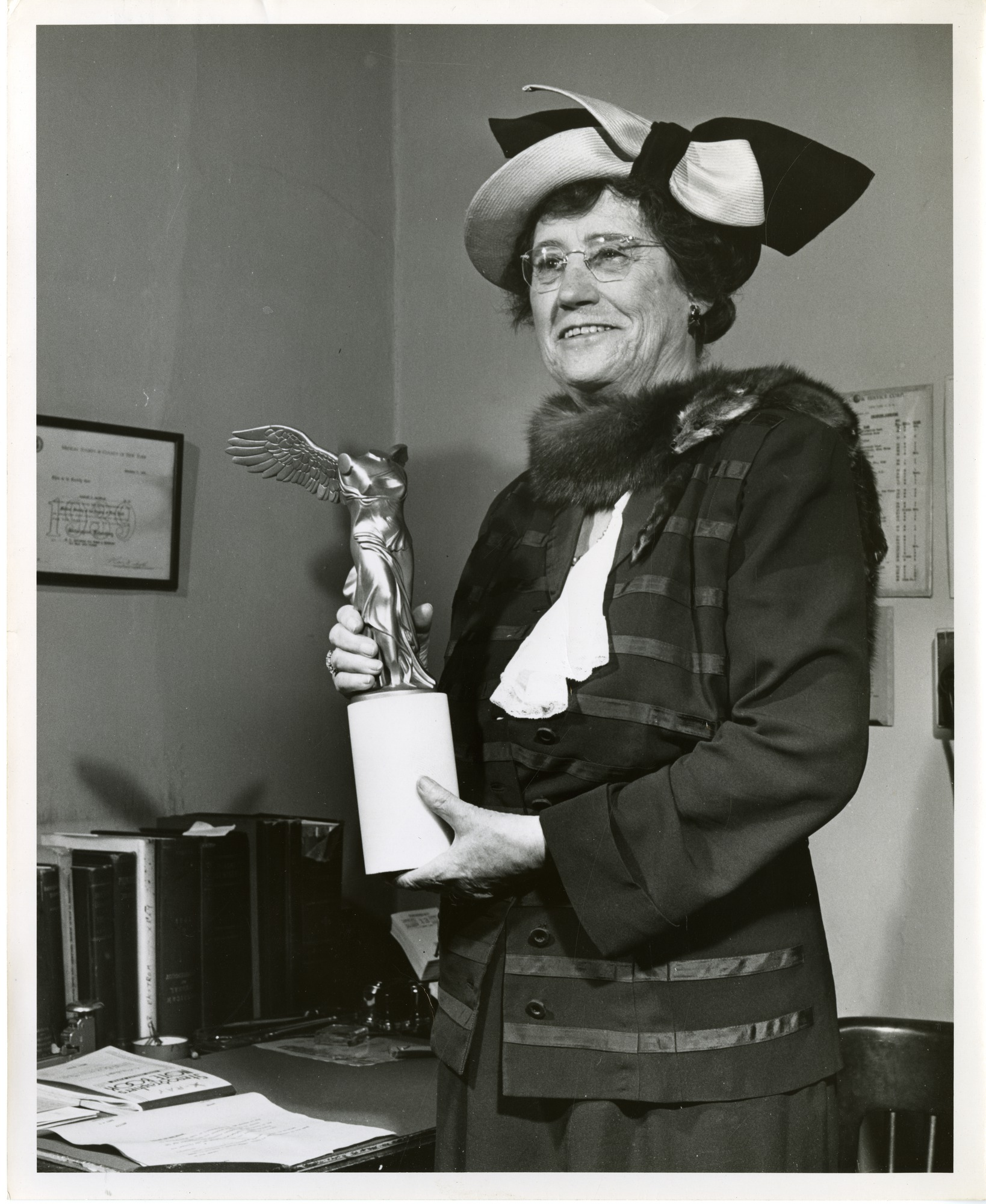
Elise L’Esperance

Elise L’Esperance (* als Élise Depew-Strang 1878 in Yorktown, New York (Bundesstaat); † 1959 in Pelham Manor, New York) war eine US-amerikanische Medizinerin (Onkologie). Sie war eine Pionierin in der Früherkennung von Krebs und gründete auf diesem Gebiet zwei Kliniken.

## Leben
Elise L’Esperance war die Tochter eines Arztes und studierte am Woman’s Medical College der New York Infirmary for Women and Children mit dem M.D. Abschluss 1900. Danach wandte sie sich der Pädiatrie zu als Arzt im Praktikum (Internship) am Babies Hospital in New York, in einer Privatpraxis in Detroit und ab 1902 wieder in New York. Unzufrieden mit den medizinischen Möglichkeiten ihrer Zeit wandte sie sich der Forschung zu, zunächst in der Tuberkulose Kommission von New York (ab 1908), dann in der Pathologie bei James Ewing an der Cornell University, einem Onkologen. 1914 war sie ein halbes Jahr zur Fortbildung in München, wo sie über Leberkrebs forschte und worüber sie 1915 veröffentlichte. Ab 1912 war sie Instructor und ab 1920 war sie Assistant Professor an der Cornell University Medical School.
1932 machte sie ein millionenschwere Erbschaft (ihres Onkels, des Eisenbahn-Magnaten und US-Senators Chauncey Depew) und gründete damit zwei onkologische Kliniken. Ein Motiv war der Krebstod ihrer Mutter 1930. Die 1937 gegründete Kate Depew Strang Tumor Clinic befasste sich speziell mit Früherkennung und Behandlung von Krebs bei Frauen, hatte nur weibliche Ärzte und war in der New York Infirmary angesiedelt. Die andere wurde von James Ewing geleitet. Viele Verfahren für die Früherkennung von Krebs wurden hier entwickelt (wie Pap-Test, Proktoskopie) und jährliche Untersuchungen angeboten. Die Kliniken dienten als Vorbild für ähnliche Krebsvorsorgekliniken in den USA.
1950 wurde sie Professor an der Cornell University. Sie unterrichtete auch am Bellevue Hospital.
1951 erhielt sie den Lasker~DeBakey Clinical Medical Research Award und 1955 die Elizabeth Blackwell Medal der American Medical Women’s Association.